# Sminthopsis crassicaudata
Sminthopsis crassicaudata là một loài động vật có vú trong họ Dasyuridae, bộ Dasyuromorphia. Loài này được Gould mô tả năm 1844.

## Hình ảnh

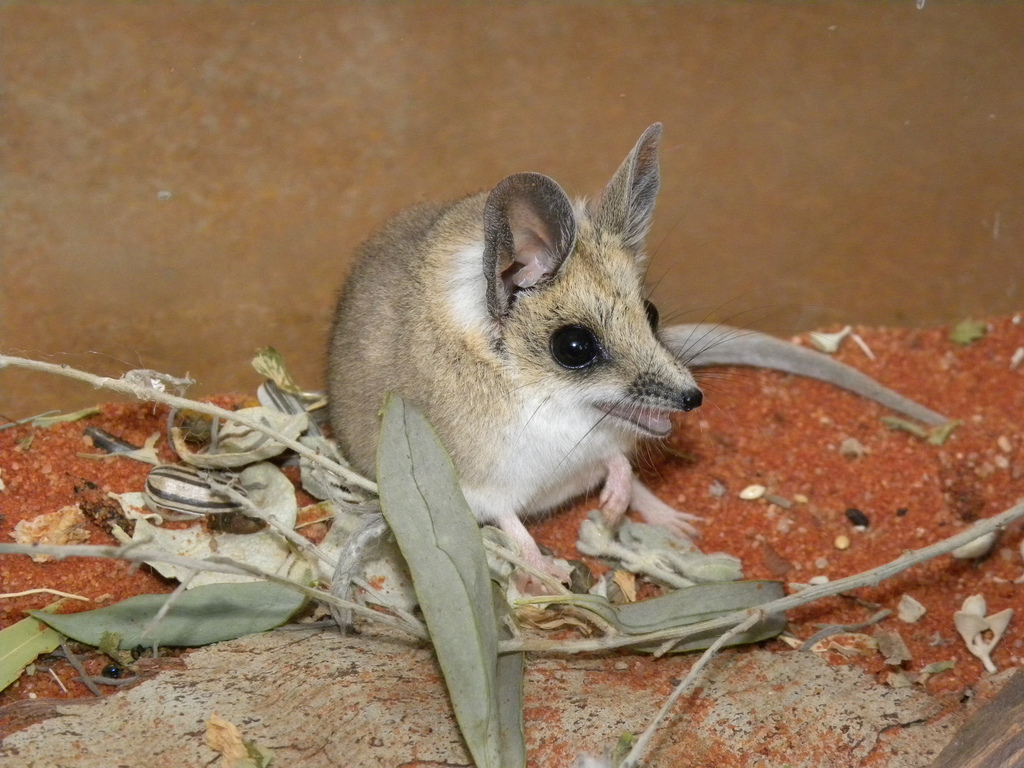
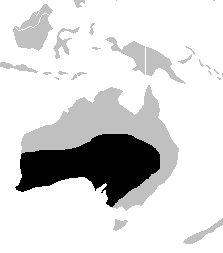
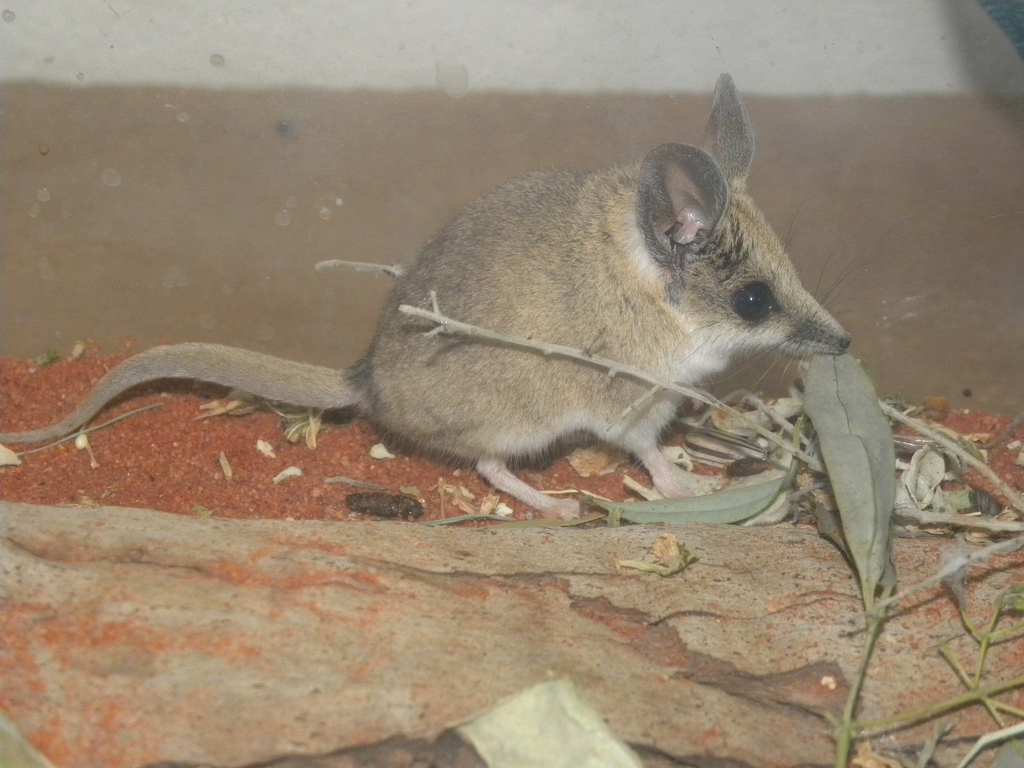